# Marek Szufa

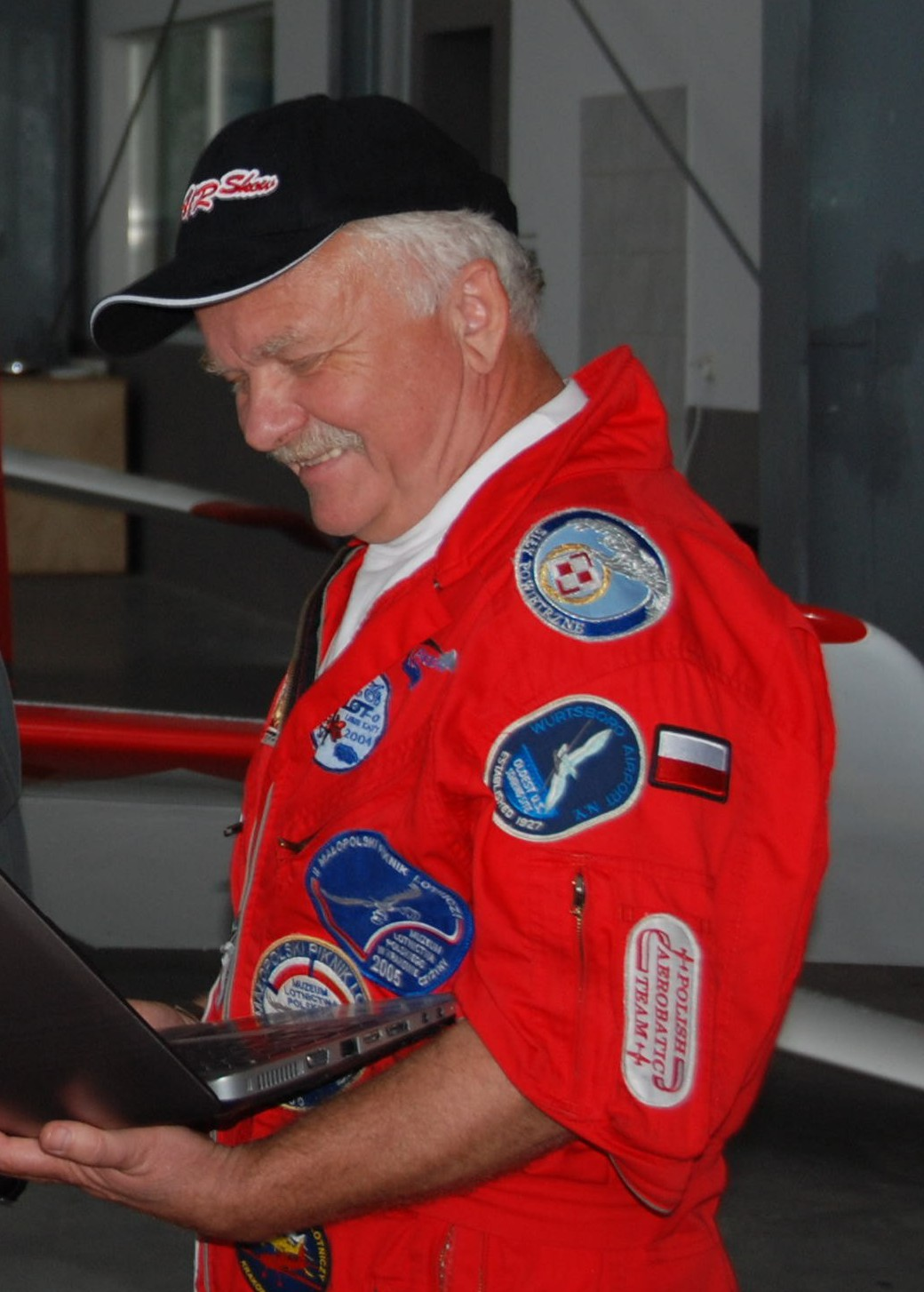
Marek Szufa beim „Zamość Air Picnic“ am 11. Juni 2011

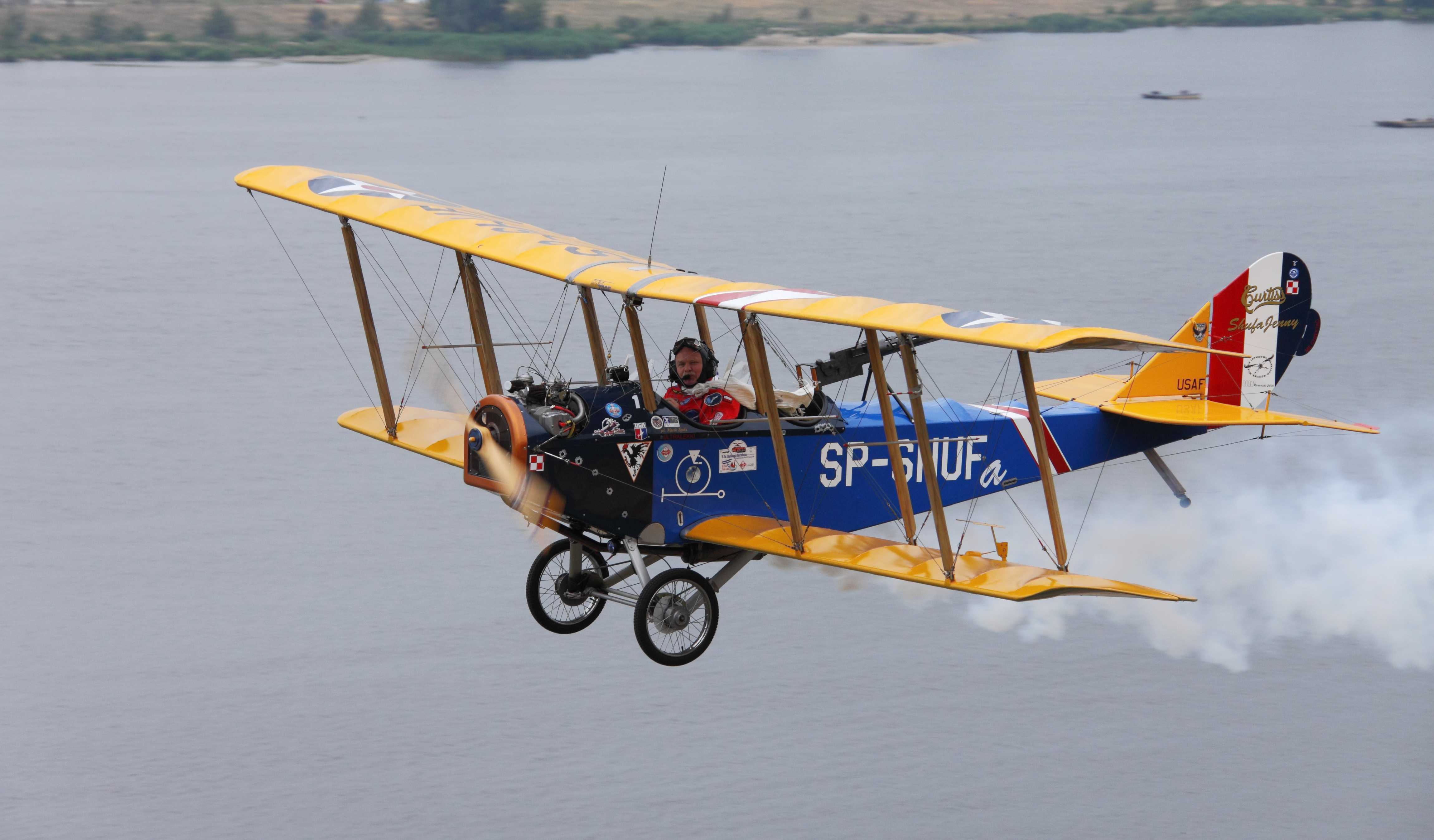
Marek Szufa in seinem Nachbau einer Curtiss JN-4 am 18. Juni 2011

Marek Franciszek Szufa (* 7. Februar 1954; † 18. Juni 2011 in Płock) war ein polnischer Kunstflugpilot.

## Leben
Szufa, Jahrgang 1954, war seit 1979 Flugkapitän der polnischen Fluggesellschaft LOT Polish Airlines, wo er verschiedene Muster, unter anderem eine Boeing 767 flog. Bis zu seinem Tod hatte er mehr als 20.000 Stunden am Steuer eines Flugzeugs verbracht.
Er war viele Jahre Mitglied der polnischen Segelkunstflug-Nationalmannschaft; sein größter Erfolg war dabei der Gewinn der Vize-Weltmeisterschaft.
Während einer Vorführung mit seinem Kunstflugzeug vom Typ Christen Eagle II beim Płock Air Picnic 2011 am 18. Juni 2011 im polnischen Ort Płock stürzte Szufa mit seinem Flugzeug in die Weichsel. Trotz sofort eingeleiteter Rettungsmaßnahmen konnte er nur noch tot geborgen werden.

## Auszeichnungen
- Gewinn der Vize-Weltmeisterschaft mit der polnischen Nationalmannschaft